# Redundancia (teoría de la información)

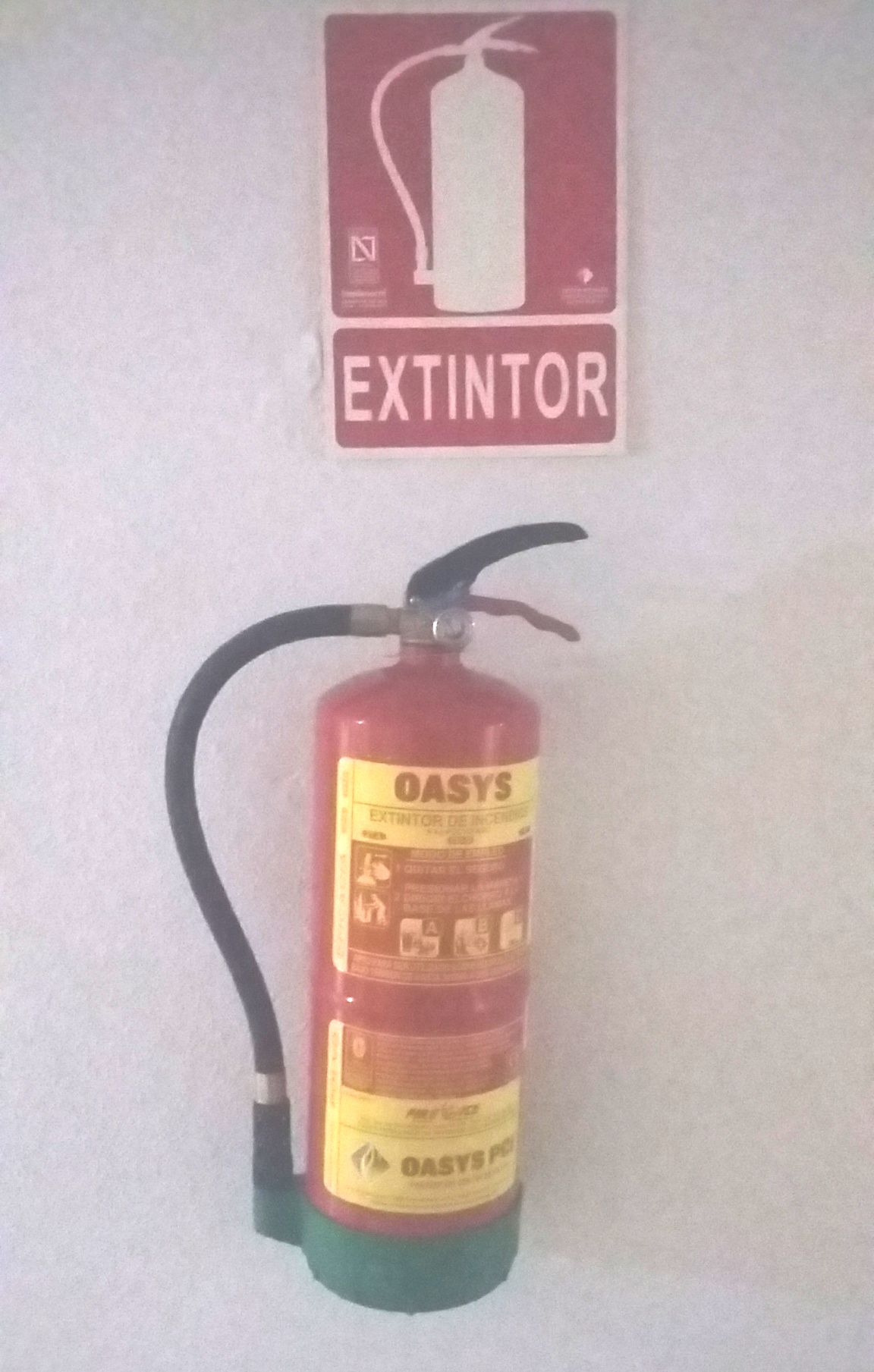
Redundancia visual: la chapa con el símbolo de extintor, no añade nada a la visión directa del extintor

En teoría de la información, la redundancia es una propiedad de los mensajes, consistente en tener partes predecibles a partir del resto del mensaje y que, por tanto, en sí mismo no aportan nueva información o "repiten" parte de la información.
En numerosas aplicaciones, así como en las lenguas naturales la redundancia es una estrategia ampliamente usada para evitar malentendidos o errores de decodificación. Descriptivamente, la redundancia constituye un factor comunicativo estratégico que consiste en intensificar, subrayar y repetir la información contenida en el mensaje a fin de que el factor de la comunicación ruido no provoque una pérdida fundamental de información. También tiene como significado ‘exceso’.

## Pleonasmo
El pleonasmo es un tipo de redundancia consistente en la repetición de elementos léxicos aparentemente innecesarios en una oración. Algunos ejemplos de pleonasmos podrían ser:
a. "Sube arriba".
b. "Baja abajo".
c. "Salir afuera".
d. "Entrar adentro".
e. "Cadáver muerto".
f. "Librería de libros".
g. "Agua mojada".
Aunque en muchos contextos las oraciones anteriores son pleonásticas o redundantes, debe tenerse en cuenta que existen motivaciones para remarcar pleonásticamente el significado. Por ejemplo si bien la oración (a) referida a movimiento real es  ya que "siempre se sube hacia arriba", debe tenerse presente que existen expresiones como sube la tensión, suben los precios, ... que no implican movimiento real de ningún objeto (y algo similar sucede con (b)). En cuanto a (c) si bien parece que siempre se "sale hacia afuera" existen expresiones metafóricas como salir adelante, salir airoso, salir sonrojado que no implican realmente movimiento. Tal vez el intento de distinguir los significados literales de los metafóricos es lo que ha llevado a algunos hablantes a introducir pleonasmos.
Ahora bien, hay pleonasmos que por ser demasiado obvios se convierten en barbarismos:
- Hielo frío
- Círculo redondo

## Redundancia de las lenguas naturales
Claude Elwood Shannon fue uno de los primeros en interesarse en la redundancia estadística de las lenguas naturales, en particular de la lengua inglesa. Sus investigaciones a partir de la entropía condicional de los textos escritos en inglés, probó que las lenguas naturales contienen una redundancia estadística cercana al 80%. Eso no significa que en los textos en inglés pudiéramos eliminar el 80% de los caracteres y aun así seguir siendo inteligibles: los experimentos prueban que si se eliminan al azar algo más de una cuarta parte de las letras en general se hace imposible reconstruir completamente el texto a partir del contexto restante. La mayor parte de la redundancia se debe sin duda a las restricciones del sistema fonológico de la lengua que descarta ciertas combinaciones y hace que solo unas pocas de todas las posibles den lugar a sílabas bien formadas en inglés.